# Eric Verdonk
Eric Franciscus Maria Verdonk (Taihape, 28 de mayo de 1959-Auckland, 3 de abril de 2020) fue un deportista neozelandés que compitió en remo.
Participó en dos Juegos Olímpicos de Verano, obteniendo una medalla de bronce en Seúl 1988, en la prueba de scull individual, y el cuarto lugar en Barcelona 1992, en la misma prueba. Ganó una medalla de bronce en el Campeonato Mundial de Remo de 1990, también en el scull individual.
Falleció a los 60 años de cáncer.

## Palmarés internacional
| Juegos Olímpicos   | Juegos Olímpicos     | Juegos Olímpicos  | Juegos Olímpicos |
| Año                | Lugar                | Medalla           | Prueba           |
| ------------------ | -------------------- | ----------------- | ---------------- |
| 1988               | Seúl (Corea del Sur) | Medalla de bronce | Scull individual |
| Campeonato Mundial |                      |                   |                  |
| Año                | Lugar                | Medalla           | Prueba           |
| 1990               | Tasmania (Australia) | Medalla de bronce | Scull individual |